# Río Aar

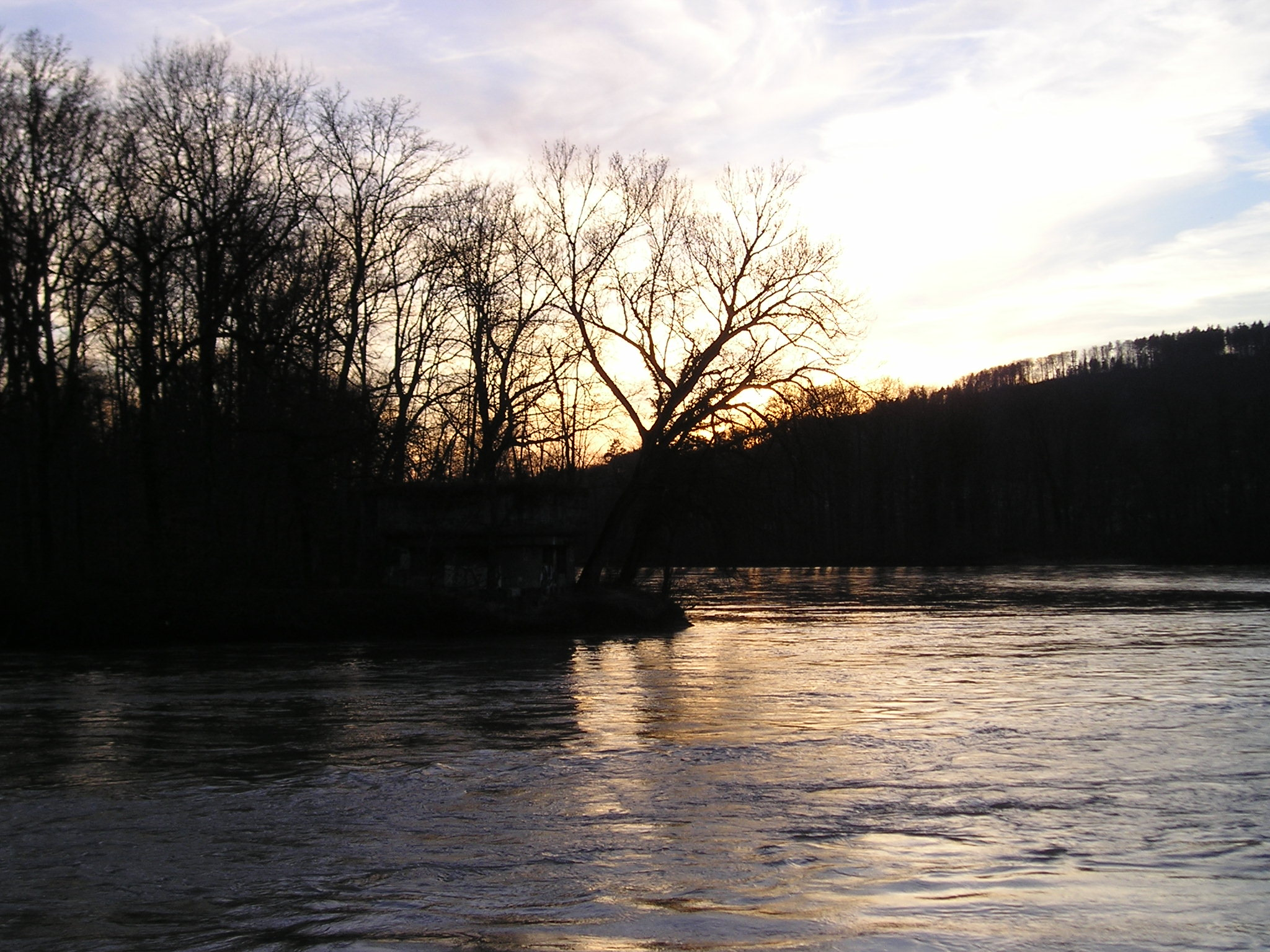
El río Aar en el punto en que su afluente el Reuss desagua en él.

El río Aar (en alemán: Aare, en francés: Aar, en latín Arula/Arola/Araris) es un río afluente del Rin, que discurre desde el centro hacia el norte de la Suiza septentrional. En toda su longitud corre por municipios de lengua alemana.
Nace en los Alpes berneses de los Glaciares del Aar, a 1900 metros de altitud y, atravesando las ciudades de Interlaken y Thun, llega a Berna, la capital de Suiza, para terminar desembocando en el Rin, cerca de la ciudad alemana de Waldshut. 
Tiene una longitud de 291 km, durante los cuales desciende 1565 metros de altura. Es navegable desde Thun, siendo el principal río de Suiza.
Las cataratas de Reichenbach, famosas por las novelas de Arthur Conan Doyle sobre Sherlock Holmes, son un punto turístico muy conocido en el recorrido del río.

## Afluentes
Los principales afluentes del Aar se recogen en la tabla siguiente.
| Ramal | Ramal | Nombre del afluente | Nombre del afluente | Nombre del afluente | Nombre del afluente | Nombre del afluente | Desembocadura     | Longitud (km) | Cuenca (km²) | Caudal (m³/s) | Región por la que fluye                               |
| I     | -     | Río Lütschine       | Río Lütschine       | Río Lütschine       | Río Lütschine       | Río Lütschine       | Lago de Brienz    | 23            |              | 17,8          | Oberland bernés                                       |
| I     | -     | Río Kander          | Río Kander          | Río Kander          | Río Kander          | Río Kander          | Lago de Thun      | 44            | 1127         | 21,2          | Oberland bernés                                       |
| -     | -     | -                   | Río Simme           | Río Simme           | Río Simme           | Río Simme           | Río Kander        | 60            | 594          | 63,1          | Oberland bernés                                       |
| -     | D     | Río Zulg            | Río Zulg            | Río Zulg            | Río Zulg            | Río Zulg            | Río Aar           | 23            | 89           |               | Oberland bernés                                       |
| I     | -     | Río Gürbe           | Río Gürbe           | Río Gürbe           | Río Gürbe           | Río Gürbe           | Río Aar           | 29            |              | 2,42          | Oberland bernés                                       |
| I     | -     | Río Saane/Sarine    | Río Saane/Sarine    | Río Saane/Sarine    | Río Saane/Sarine    | Río Saane/Sarine    | Río Aar           | 126           | 1892         | 19,8          | Bajo Valais, Oberland bernés y Prealpes friburguenses |
| -     | -     | -                   | Río Jogne/Jaunbach  | Río Jogne/Jaunbach  | Río Jogne/Jaunbach  | Río Jogne/Jaunbach  | Río Saane         | 28,5          |              |               | Prealpes friburguenses, meseta suiza                  |
| -     | -     | -                   | Río Ärgera/Gérine   | Río Ärgera/Gérine   | Río Ärgera/Gérine   | Río Ärgera/Gérine   | Río Saane         | 24            |              |               | Meseta suiza                                          |
| -     | -     | -                   | Río Glâne           | Río Glâne           | Río Glâne           | Río Glâne           | Río Saane         | 36,9          | 193          |               | Meseta suiza                                          |
| -     | -     | -                   | Río Sense/Singine   | Río Sense/Singine   | Río Sense/Singine   | Río Sense/Singine   | Río Saane         | 35,7          |              | 7,89          | Meseta suiza                                          |
| I     | -     | Río Zihl/Thièlle    | Río Zihl/Thièlle    | Río Zihl/Thièlle    | Río Zihl/Thièlle    | Río Zihl/Thièlle    | Lago de Bienne    |               |              |               | Meseta suiza                                          |
| -     | -     | -                   | Río Orbe            | Río Orbe            | Río Orbe            | Río Orbe            | Lago de Neuchâtel | 67            | 488          | 11,8          | Jura francés y suizo                                  |
| -     | -     |                     | -                   | Río Talent          | Río Talent          | Río Talent          | Río Orbe          | 39            |              |               | Meseta suiza                                          |
| -     | -     | -                   | Río Broye           | Río Broye           | Río Broye           | Río Broye           | Lago de Neuchâtel | 79            | 850          | 5,9           | Meseta suiza                                          |
| -     | -     |                     | -                   | Río Petite Glâne    | Río Petite Glâne    | Río Petite Glâne    | Río Broye         | 30,3          |              |               | Meseta suiza                                          |
| -     | -     | -                   | Río Areuse          | Río Areuse          | Río Areuse          | Río Areuse          | Lago de Neuchâtel | 31,7          |              | 13,5          | Meseta suiza                                          |
| -     | -     | -                   | Río Mentue          | Río Mentue          | Río Mentue          | Río Mentue          | Lago de Neuchâtel | 34            |              |               | Meseta suiza                                          |
| I     | -     | Río Suze/Schüss     | Río Suze/Schüss     | Río Suze/Schüss     | Río Suze/Schüss     | Río Suze/Schüss     | Lago de Bienne    | 42            | 210          | 4,28          | Meseta suiza                                          |
| -     | D     | Río Emme            | Río Emme            | Río Emme            | Río Emme            | Río Emme            | Río Aar           | 81,9          | 983          | 19,8          | Meseta suiza                                          |
| -     | -     | -                   | Río Ilfis           | Río Ilfis           | Río Ilfis           | Río Ilfis           | Río Emme          | 21,5          |              | 5,36          | Meseta suiza                                          |
| -     | D     | Río Ösch            | Río Ösch            | Río Ösch            | Río Ösch            | Río Ösch            | Río Aar           | 28            |              |               | Meseta suiza                                          |
| -     | D     | Río Önz             | Río Önz             | Río Önz             | Río Önz             | Río Önz             | Río Aar           | 24            | 96           |               | Meseta suiza                                          |
| -     | D     | Río Langete         | Río Langete         | Río Langete         | Río Langete         | Río Langete         | Río Aar           | 30            | 133          | 2             | Meseta suiza                                          |
| -     | D     | Río Wigger          | Río Wigger          | Río Wigger          | Río Wigger          | Río Wigger          | Río Aar           | 41            |              | 5,87          | Meseta suiza                                          |
| I     | -     | Río Dünnern         | Río Dünnern         | Río Dünnern         | Río Dünnern         | Río Dünnern         | Río Aar           | 37            | 196          | 3,79          | Meseta suiza                                          |
| I     | -     | Río Suhre           | Río Suhre           | Río Suhre           | Río Suhre           | Río Suhre           | Río Aar           | 34            | 373          | 1,29          | Meseta suiza                                          |
| -     | -     | -                   | Río Wyna            | Río Wyna            | Río Wyna            | Río Wyna            | Río Suhre         | 32            |              |               | Meseta suiza                                          |
| -     | D     | Río Bünz            | Río Bünz            | Río Bünz            | Río Bünz            | Río Bünz            | Río Aar           | 30            |              |               | Meseta suiza                                          |
| -     | D     | Río Reuss           | Río Reuss           | Río Reuss           | Río Reuss           | Río Reuss           | Río Aar           | 164,4         | 3425         | 140           | Alpes suizos y meseta suiza                           |
| -     | -     | -                   | Río Unteralpreuss   | Río Unteralpreuss   | Río Unteralpreuss   | Río Unteralpreuss   | Río Reuss         | 58            |              |               | Alpes suizos                                          |
| -     | -     | -                   | Río Kleine Emme     | Río Kleine Emme     | Río Kleine Emme     | Río Kleine Emme     | Río Reuss         | 58            | 477          | 15,9          | Meseta suiza                                          |
| -     | -     | -                   | Río Sarner Aa       | Río Sarner Aa       | Río Sarner Aa       | Río Sarner Aa       | Lago de Lucerna   | 28            |              | 10,1          | Meseta suiza                                          |
| -     | -     | -                   | Río Engelberger Aa  | Río Engelberger Aa  | Río Engelberger Aa  | Río Engelberger Aa  | Lago de Lucerna   | 37            |              | 12,5          | Meseta suiza                                          |
| -     | -     | -                   | Río Muota           | Río Muota           | Río Muota           | Río Muota           | Lago de Lucerna   | 29            | 316          | 19,1          | Meseta suiza                                          |
| -     | -     | -                   | Río Lorze           | Río Lorze           | Río Lorze           | Río Lorze           | Río Reuss         | 58            | 477          | 2,99          | Meseta suiza                                          |
| -     | D     | Río Limago          | Río Limago          | Río Limago          | Río Limago          | Río Limago          | Río Aar           | 140           | 2416         | 85,9          | Meseta suiza                                          |
| -     | -     | -                   | Río Linth           | Río Linth           | Río Linth           | Río Linth           | Lago de Zúrich    | 60            | 1061         | 55,1          | Alpes glaroneses, Meseta suiza                        |
| -     | -     |                     | -                   | Río Seez            | Río Seez            | Río Seez            | Lago de Walen     | 32,7          |              | 2,23          | Alpes suizos                                          |
| -     | -     | -                   | Río Sihl            | Río Sihl            | Río Sihl            | Río Sihl            | Río Limago        | 73            | 314          | 5,19          | Meseta suiza                                          |
| -     | -     | -                   | Río Reppisch        | Río Reppisch        | Río Reppisch        | Río Reppisch        | Río Limago        | 25            |              | 1,3           | Meseta suiza                                          |

- Datos: Q1675
- Multimedia: Aare / Q1675